# 島山公園
島山公園（韓語：도산공원）位于韩国首尔江南區新沙洞，于1973年开幕，以纪念韩国独立运动政治家安昌浩九十五歲生日。该公园以安昌浩的雅号岛山命名。园内建有安昌浩及其夫人的墓园安昌浩纪念馆。

## 图片集

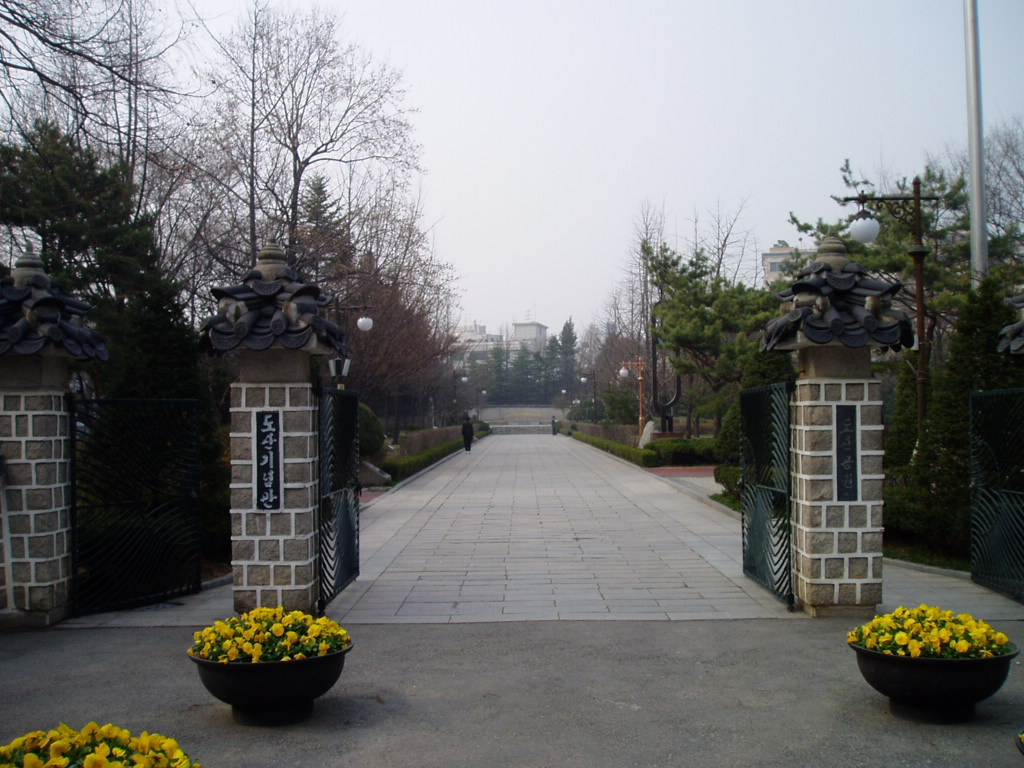
公園入口
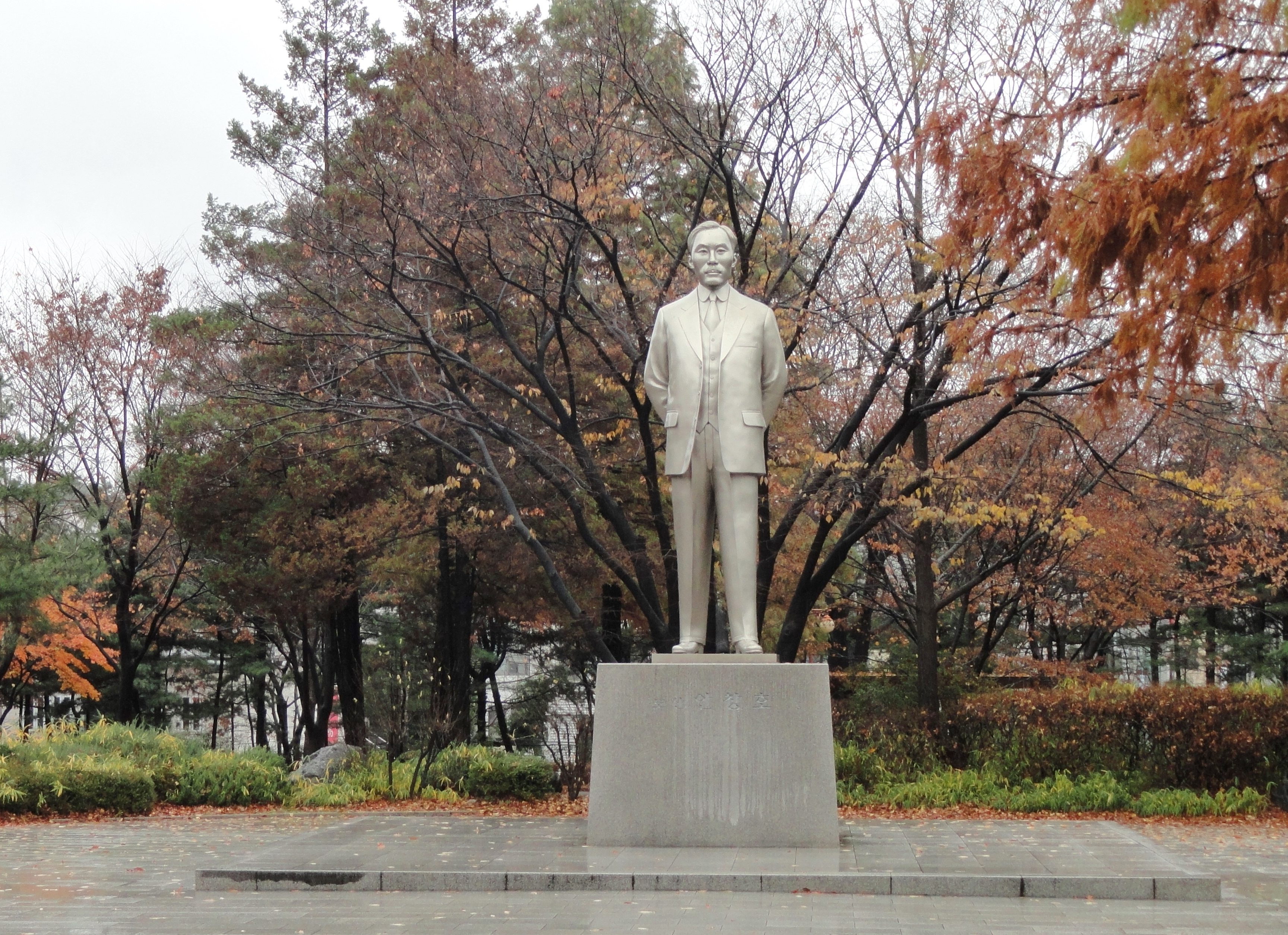
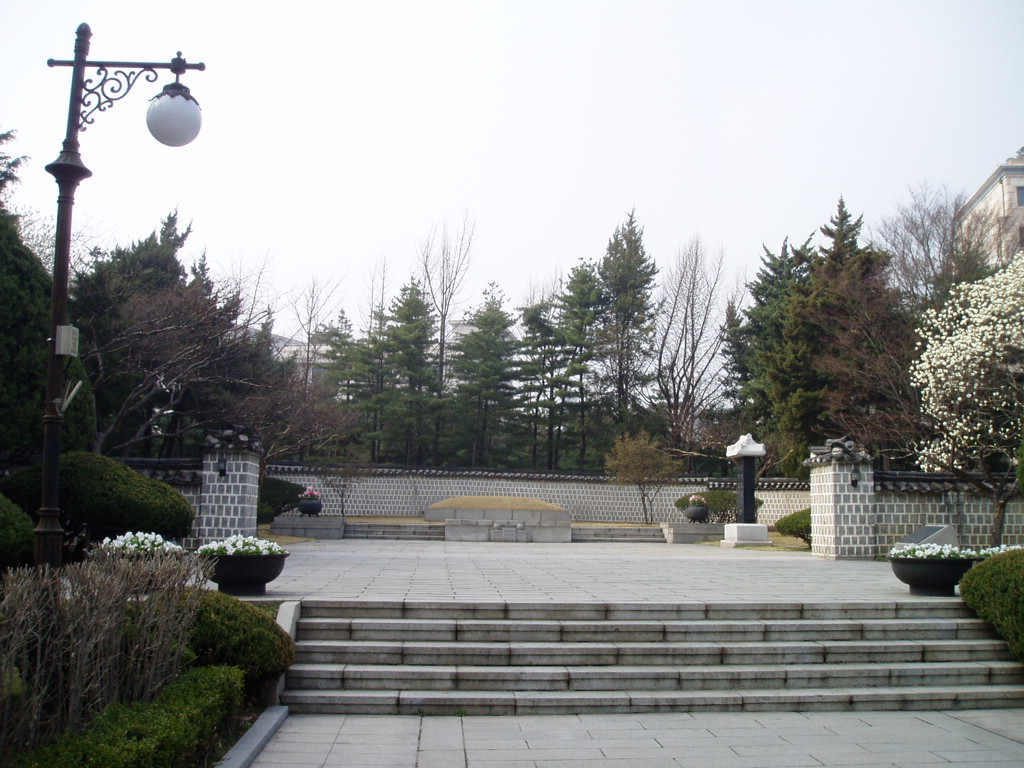
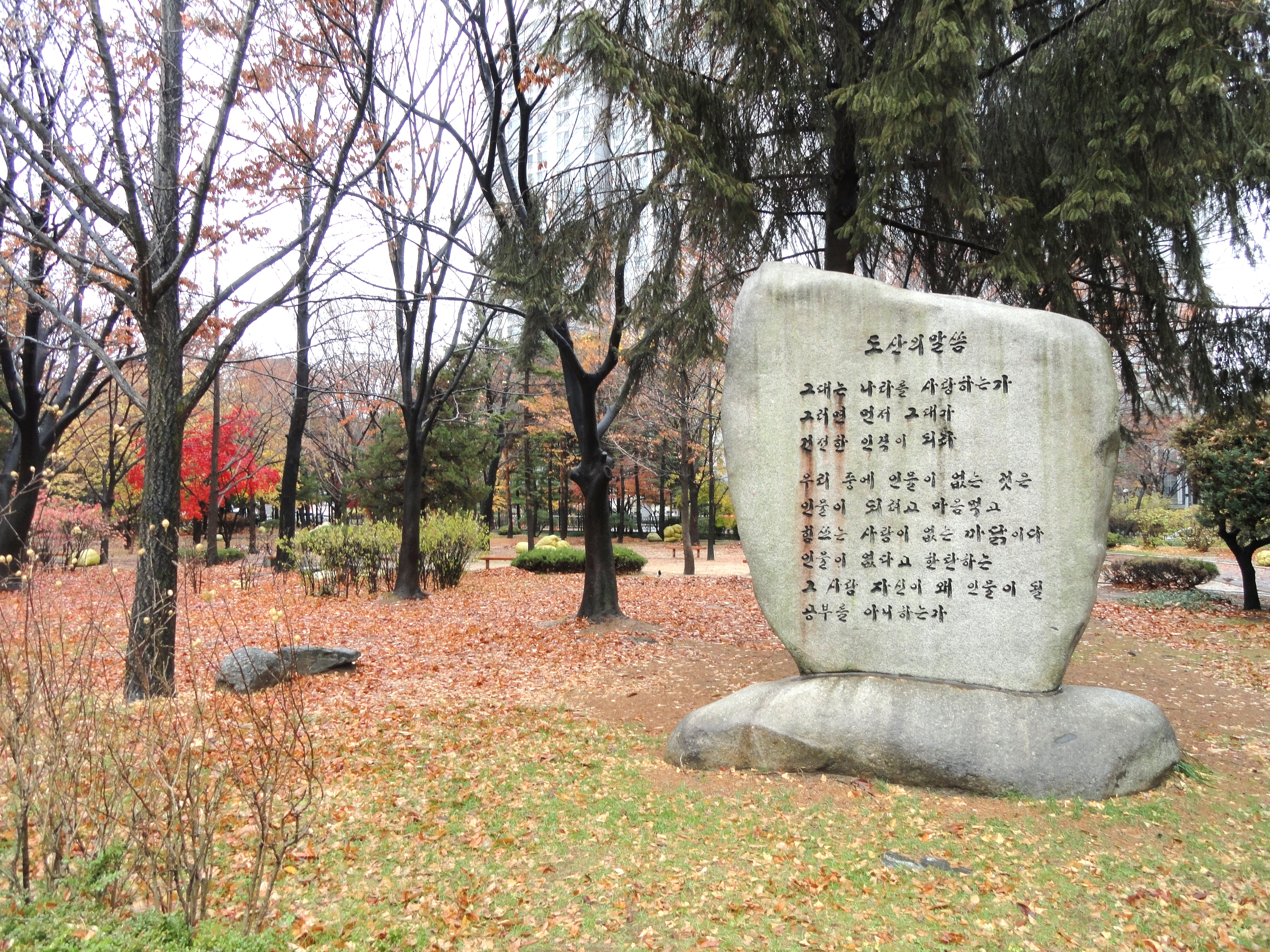
紀念石碑
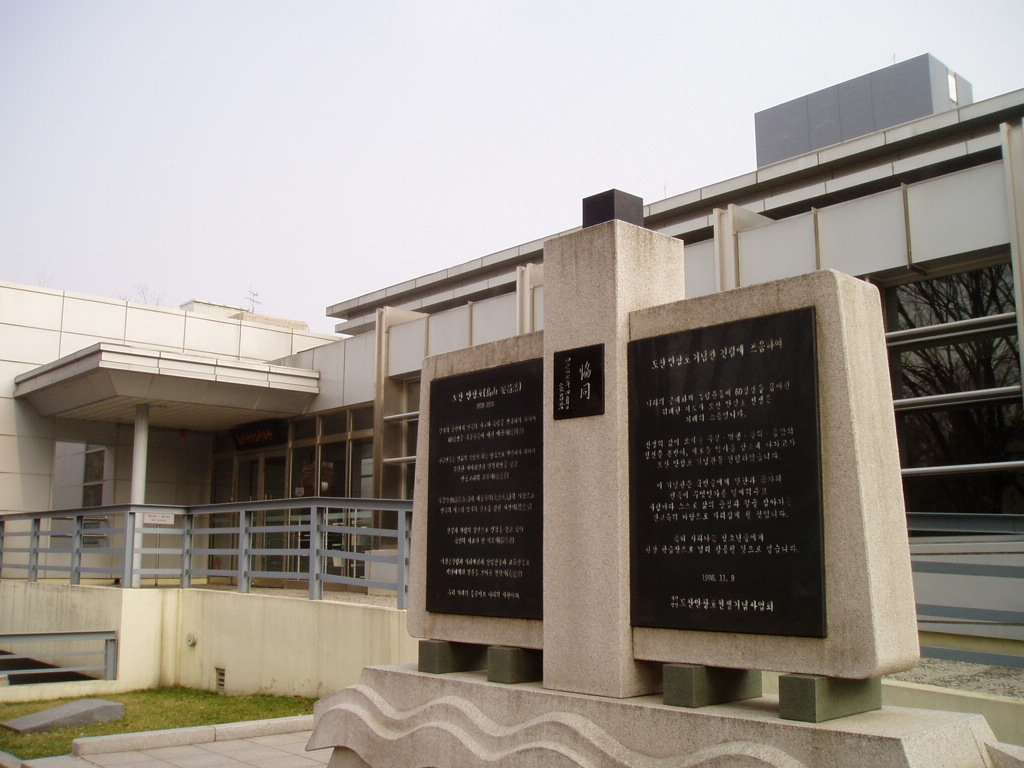